# 山元町立山下中学校
山元町立山下中学校（やまもとちょうりつ やましたちゅうがっこう）は、宮城県亘理郡山元町山寺字畑中にあった公立中学校。

## 所在地
- 宮城県亘理郡山元町山寺字畑中29

## 概要
- 生徒数 - 266名（2012年（平成24年）4月10日時点）
- クラス- 通常学年で3クラス
- 校木 - クスノキ
- 制服・規則
  - 男子 - 学生服
  - 女子 - ブレザー
登校時の外靴・靴下は白色のみ。ルーズソックス・携帯電話の持込は禁止されている。運動着は緑色（2007年度入学生からデザインが一新された）。スニーカーソックス可。上靴は指定で学年により黄色・緑・青と色が違う。
- 文化祭 - 10月開催の「山中祭」がそれに該当し、合唱コンクールなどが行われる。合唱コンクールにおいては、学校全体での優勝クラスに「校長賞」が送られる。

## 沿革
- 1947年（昭和23年）4月18日 - 山下村立山下中学校開校。開校当初は山下小学校に間借りする。
- 1948年9月 - 山寺字畑中29（現在地）に中学専用校舎が完成し、移転。
- 1955年2月1日 - 町村合併により、山元町立山下中学校に改称。
- 1960年4月 - 国立宮城療養所で療養中の生徒のため、国立宮城療養所分教室（まつかぜ学園）を設置し、教員1名を配置。
- 1978年4月1日 - 国立宮城療養所分教室が宮城県立山元養護学校として独立。
- 2011年（平成23年）3月11日 - 東日本大震災発生。学校敷地に被災者を収容し、避難所となる。
- 2021年（令和3年）3月31日 - 坂元中学校と統合し、山元町立山元中学校が開校するのに伴い、閉校[1]。

## 卒業生
- 小坂誠 - 元プロ野球選手
- 齋藤恵太 - プロサッカー選手（福島ユナイテッドFC→略→ブラウブリッツ秋田）